# أوغسطينو ماريل
أوغسطينو ماريل ملاكم سوداني. تنافس في الوزن المتوسط الخفيف للرجال في دورة الألعاب الأولمبية الصيفية لعام 1984،  وهزم فليتشر كابيتو من مالاوي، قبل أن يخسر أمام دال-هو من كوريا الجنوبية. 

## روابط خارجية
- أوغسطينو ماريل على موقع أوليمبيديا (الإنجليزية)